# Poció

La poció d'amor, d'Evelyn De Morgan

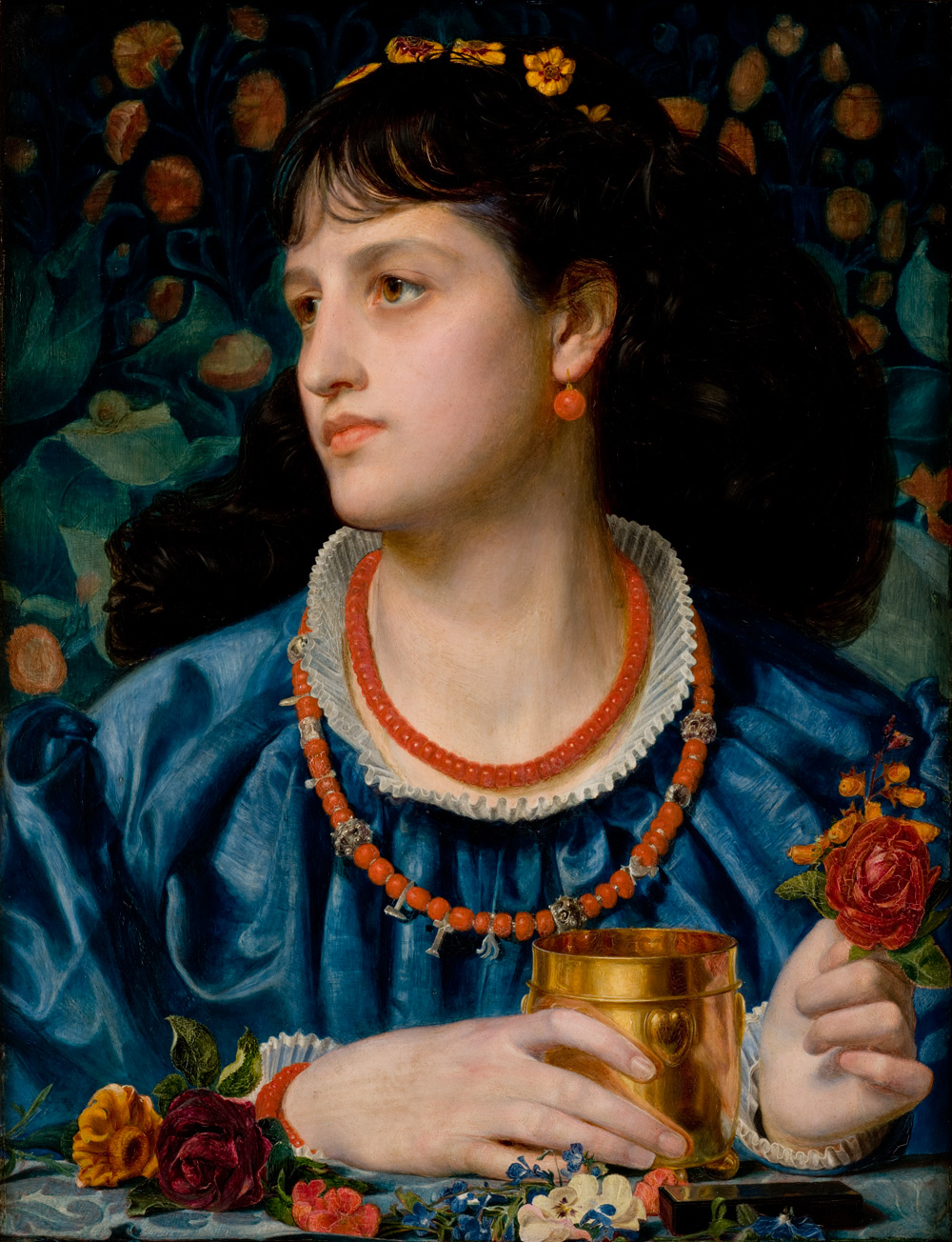
Isolda amb la poció d'amor (1870), obra d'Anthony Frederick Augustus Sandys

Una poció és una medicina o un verí que es pot beure, prové del del llatí potio, beguda. En farmacologia, són preparacions dolces i transparents, a diferència de les mixtures opaques i rarament dolces. Es fan d'una mescla de xarop i principis actius.
En medicina antiga, era un preparat líquid d'un pes de quatre a sis unces que es donava a cullerades. Existien pocions antiespasmòdiques, anodines, tòniques, estimulants, etc. segons els principis medicamentosos que formessin la base de la seva composició. La concocció de pocions era una pràctica comuna de l'alquímia.
Fins fa poc, xarlatans solien vendre les seves pocions per fires i mercats assegurant que guarien totes les malalties, com una panacea universal. Tot i avui l'anomenada medicina alternativa propaga tota mena de pocions pseudocientífiques per guarir-se d'un mal que no té remei. Els últims anys han conegut un creixement exponencial entre d'altres per la divulgació de històries d'èxit sense cap base científica a les xarxes socials.

## La poció en la literatura i la cultura popular
En les llegendes, les pocions màgiques són begudes que serveixen per guarir, per fetillar, o per enverinar. Són els mags, els fetillers, i les bruixes, els qui preparen les pocions. Mesclen substàncies de tota mena que amb una fórmula màgica obtenen poders especials. Les pocions màgiques són molt recurrents en la literatura, el teatre i l'òpera. En la literatura moderna la poció màgica que fa els gals invincibles en la sèrie de còmics Astèrix és una de les més conegudes.

Entre les pocions més conegudes hi ha, entre molts altres, el filtre d'amor, que se suposa que fa que una persona s'enamori d'una altra, l'elixir de la joventut eterna i l'elixir de la vida, que dona la vida eterna. Un altre era l'elixir de llarga vida, «l'aigua mercurial» que els alquimistes extreien de la pedra filosofal.